# Distonia
Distonia (dis, distúrbio, tonia tônus) são distúrbios neurológicos dos movimentos caracterizado por contrações involuntárias e espasmos. 
Distonia é classificada como uma doença do sistema nervoso.

## Classificação
Pode ser classificada como:
- Distonia generalizada: Em todo o corpo.
- Distonia segmentada: Duas ou mais partes adjacentes do corpo.
  - Hemidistonia: Alguma metade do corpo.
- Distonia focal: Em apenas um local específico. (exemplo: Blefarospasmo)

## Causas
Existem diversas possíveis causas:
- Genética;
- Congênita;
- Idiopática (sem causa conhecida);
- Adquirida:
  - Intoxicação por algum metal pesado ou por monóxido de carbono;
  - Efeito colateral de medicamentos (especialmente neurolépticos))
  - Traumatismo craniano;
  - AVC;
  - Falta de oxigênio;
  - Encefalite;
  - Lesão por esforço repetitivo.

## Sinais e sintomas
Um dos principais sintomas é a contração lenta e involuntária e persistente de um ou mais músculos, podendo ser dolorosa e prejudicar a postura e capacidade laboral do paciente. É comum que as contrações comecem mais leves e passageiras e agravam com tempo. Podem ser dolorosas e exaustivas.
Fatores que podem agravar os sintomas incluem:
- Estresse;
- Desidratação;
- Falta de ar;
- Alimentação pobre;
- Cansaço;
- Toxinas e;
- Certos psicotrópicos.

## Epidemiologia
Distonias primárias (genética, congênita ou idiopática) atingem apenas 2 a 50 em cada milhão de habitantes. Já distonias adquiridas crônicas atingem cerca de 1 a cada mil habitantes, sendo mais comum após os 50 anos e como sintoma de outras doenças.
As distonias mais comuns são as focais temporárias nas mãos, causadas por movimentos repetitivos excessivos. São particularmente frequentes em alguns atletas, músicos, digitadores e escritores e são popularmente conhecidas como câimbras nas mãos, ou distonia do escrivão.

## Tratamentos
O tratamento vai depender da causa, e pode incluir:
- Toxina botulínica para imobilizar o local, impedindo sua contração;
- Anticolinérgicos;
- Gabaérgico como benzodiazepínicos;
- Dopaminérgicos;
- Estimulação cerebral profunda;
- Fisioterapia ou Fonoaudiologia (para disfonia).

Tratamentos medicamentosos devem ser modificados regularmente para evitar e minimizar os efeitos colaterais. 